# 维尔道
维尔道（德語：Wildau，發音：[ˈvɪldaʊ] ⓘ）是德国勃兰登堡州达默-施普雷瓦尔德县的城市，面积9.1平方千米，2023年12月31日人口为10,994人。

## 友好城市
维尔道共与5座城市结为友好城市关系：
- 德国 北莱茵-威斯特法伦州 许克尔霍芬
- 德国 巴伐利亚州 陶夫基兴（德语：Taufkirchen (bei München)）
- 德国 巴伐利亚州 滨湖莱希布鲁克
- 波蘭 雷瓦尔（德语：Rewal）
- 芬兰 萨拉